# イ・ソラ (バレーボール)
イ・ソラ（漢字表記:李蘇羅、ハングル表記:이소라、ラテン翻記:Lee So-La、1987年9月1日 - ）は、大韓民国の元女子プロバレーボール選手。元大韓民国代表。

## 来歴
全羅南道光陽市出身。木浦女子商業高校在学中の2004年にユース代表に選出され、翌2005年にはキム・ヨンギョンとともにシニア代表に抜擢された。久々の大型セッターとして注目を集め、2005年10月のドラフト会議で1巡目2位でGSカルテックスに指名されて入団した。
しかし慢性病であった呼吸器疾患からベンチを温めることが多く、興国生命との密約説も飛び出して、精神的安定を失い2005/06シーズン限りで任意引退選手となった。任意引退後はアルバイトで糊口を凌ぎ、バレーボールのテレビ中継に接するとチャンネルを回すほど嫌だったという。キム・ヨンギョンらの説得を受け入れて、2008/09シーズンにGSカルテックスに復帰した。同シーズン後に交換トレードで韓国道路公社ハイパスジェニスへ移籍し、2010年のアジア競技大会では銀メダルを獲得した。
2010/11シーズン後に再び任意引退選手となり学業を優先し、2014年に実業団の水原市チームに入団した。
2015年7月、韓国道路公社は正セッターであるイ・ヒョヒが膝の故障によりフル出場が危ぶまれるとして、ソラに白羽の矢を立て交渉を行い、再入団が決定した。同年のワールドカップでは登録選手20名に名を連ね、2015/16シーズンからVリーグに復帰した。
2018年に引退。

## 所属チーム
- 木浦女子商業高校
- GSカルテックス（2005-2006年、2008-2009年）
- 韓国道路公社ハイパス（2009-2011年）
- 水原市役所（2014-2015年）
- 韓国道路公社ハイパス（2015-2018年）

## 球歴
- シニア代表
  - 2005年 - バレーボール・ワールドグランドチャンピオンズカップ
  - 2009年 - バレーボール・ワールドグランプリ
  - 2010年 - アジア競技大会（銀メダル）
- ユース代表
  - 2004年 - アジアユース選手権

## 受賞歴
- 2011年 - Vリーグオールスター戦 サーブクイーン 86km/h

## 個人成績
韓国Vリーグにおける個人成績は下記の通り。
| シーズン | 所属           | 出場 | 出場   | アタック | アタック | アタック | アタック | ブロック | ブロック | サーブ | サーブ | サーブ | サーブ | レセプション | レセプション | 総得点 | 備考 |
| -------- | -------------- | ---- | ------ | -------- | -------- | -------- | -------- | -------- | -------- | ------ | ------ | ------ | ------ | ------------ | ------------ | ------ | ---- |
| シーズン | 所属           | 試合 | セット | 打数     | 得点     | 決定率   | 効果率   | 決定     | /set     | 打数   | エース | /set   | 効果率 | 受数         | 成功率       | 総得点 | 備考 |
| 2005/06  | GSカルテックス | 14   | 52     | 0        | 0        | 0.0%     | %        | 0        | 0.00     | 103    | 8      | 0.15   | %      |              | %            | 8      |      |
| 2008/09  | GSカルテックス | 14   | 26     | 9        | 4        | 44.4%    | %        | 1        | 0.04     | 38     | 3      | 0.12   | %      |              | %            | 8      |      |
| 2009/10  | 韓国道路公社   | 20   | 63     | 61       | 18       | 29.51%   | %        | 3        | 0.05     | 208    | 17     | 0.27   | %      |              | %            | 38     |      |
| 2010/11  | 韓国道路公社   | 23   | 45     | 18       | 8        | 44.4%    | %        | 4        | 0.09     | 32     | 4      | 0.24   | %      |              | %            | 23     |      |
| 2015/16  | 韓国道路公社   | 11   | 22     | 2        | 1        | 50.0%    | %        | 0        | 0.00     | 15     | 0      | 0.00   | %      |              | %            | 1      |      |